# Rønne Plantage
Rønne Plantage er en skov i Danmark. Den ligger i Region Hovedstaden, på øen Bornholm.